# 브란덴부르크급 전함

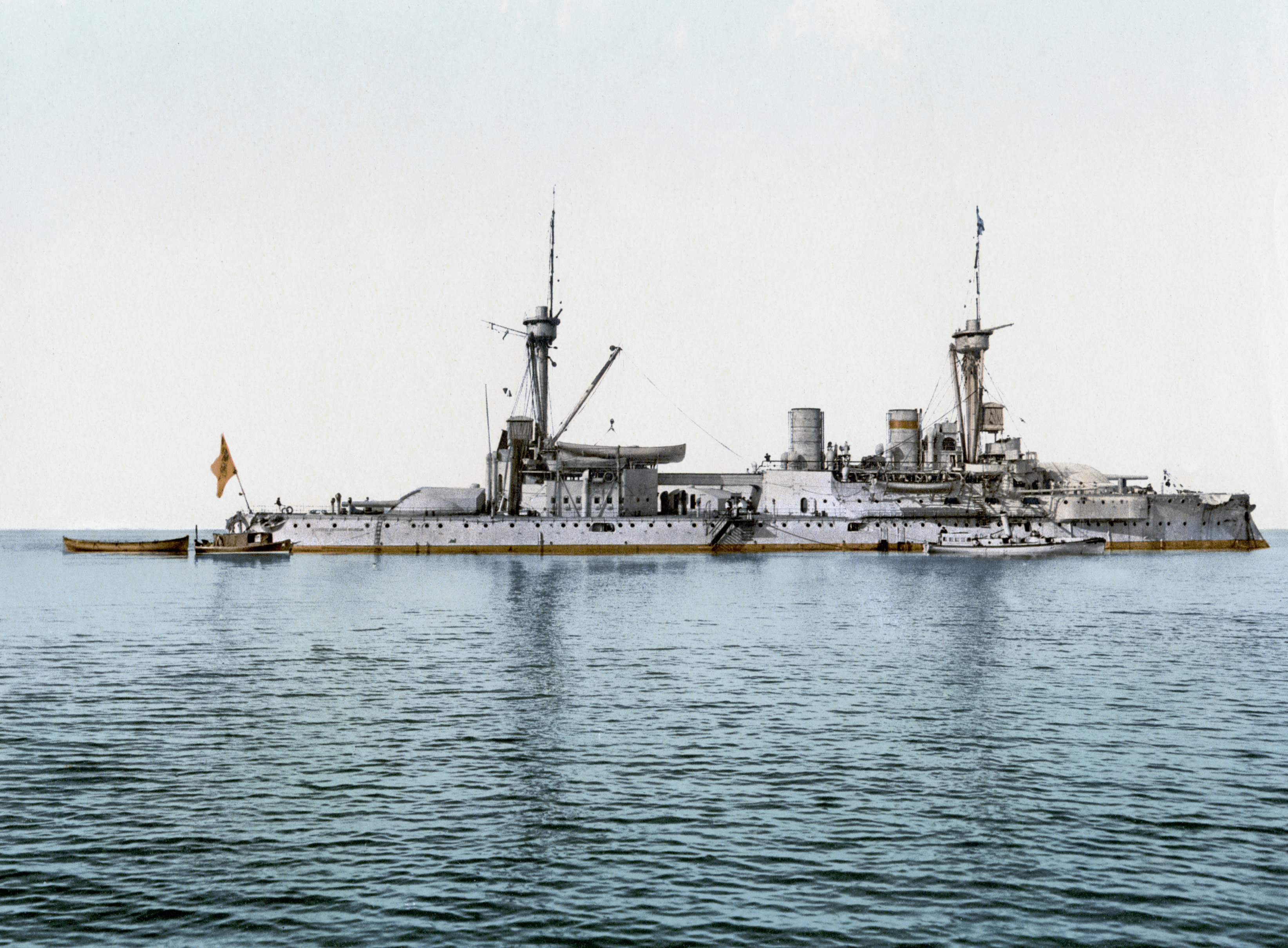
브란덴부르크급 전함

브란덴부르크급 전함(Brandenburg-class battleship)은 독일 독일 황립해군을 위해 제작된 최초의 현대식 전함인 전노급함 4척으로 구성되었다. 동급 함선 4척(브란덴부르크, 뵈르트, 바이센부르크, 쿠르퓌르스트 프리드리히 빌헬름)은 국가의회가 대규모 프로젝트에 자금을 지원하는 것을 꺼렸기 때문에 거의 20년 만에 독일 함대를 위해 건조된 최초의 해양 항해 주력함이었다. 이것들은 일련의 소형 해안 방어선을 따라갔고 돌이켜보면 공해 함대를 창설한 증강을 예상했지만 1880년대 많은 해군에 영향을 미친 전략적, 전술적 혼란을 반영한 건조 프로그램의 일부로 주문되었다. 브란덴부르크급을 탄생시킨 설계 과정은 구식 포갑형 함선부터 두 개의 쌍포 포탑을 나란히 배치한 버전까지 다양한 제안으로 인해 매우 오랜 시간이 걸렸다. 설계자들은 모든 외국 전함이 4개 이하의 중포로 건조되었을 때 6개의 28cm(11인치) 함포로 구성된 특이한 주함포로 무장한 군함에 최종적으로 결정했다.
4척의 군함은 모두 취역 후 처음 몇 년 동안 독일 함대의 I 소대에서 근무했으며, 쿠르퓌르스트 프리드리히 빌헬름은 소대 기함이었다. 이 기간 동안 그들은 카이저 빌헬름 2세와 함께 그의 요트에 탑승하여 정기적인 훈련을 실시하고 해외를 자주 방문했다. 1900년에 그들은 의화단 봉기에 맞서 싸우기 위해 중국에 배치되었지만 대부분의 전투가 끝난 후에 도착했기 때문에 그곳에서는 거의 활동을 볼 수 없었다. 독일로 돌아온 후 그들은 1902년부터 현대화되었고 그 후 평시 활동을 재개했다. 브란덴부르크와 뵈르트는 1912년에 배치될 때까지 독일 함대에서 계속 근무했다. 1910년에 쿠르퓌르스트 프리드리히 빌헬름과 바이센부르크는 오스만 해군에 매각되어 바르바로스 하이레딘과 투르구트 레이스로 이름이 변경되었다. 현재 오스만 군함은 제1차 발칸 전쟁 동안 트라키아에서 싸우는 오스만 지상군에 화력 지원을 제공하고 각각 1912년 12월과 1913년 1월 엘리 전투와 렘노스 전투에서 그리스 함대와 교전하는 등 폭넓게 운용되었다.
제1차 세계 대전이 발발하자 독일 군함은 독일 북해 연안을 보호하는 경비함으로 사용하기 위해 재가동되었다. 한편 오스만 선박은 영국군과 프랑스군에 대항하는 다르다넬스 캠페인 동안 다르다넬스 해협을 지키는 요새를 지원하는 데 사용되었다. 바르바로스 하이레딘은 1915년 4월 영국 잠수함 HMS E11의 어뢰를 받아 침몰했지만, 다른 함급 구성원은 전쟁에서 살아 남았다. 브란덴부르크와 뵈르트는 무장 해제되어 부차적인 임무로 전락되었으며 결국 1919년에 해산되었다. 반면 투르구트 레이스는 1933년까지 훈련선으로 남아 있었다. 투르구트 레이스는 1950년 고철로 팔릴 때까지 막사 선박이 되었으며, 다음 10년에 걸쳐 서서히 해체되었다.